# Hada Seiji
Seiji Hada (sinh ngày 9 tháng 7 năm 1976) là một cầu thủ bóng đá người Nhật Bản.

## Sự nghiệp câu lạc bộ
Seiji Hada đã từng chơi cho Vissel Kobe.